# Poésie pastorale
 (novembre 2011).

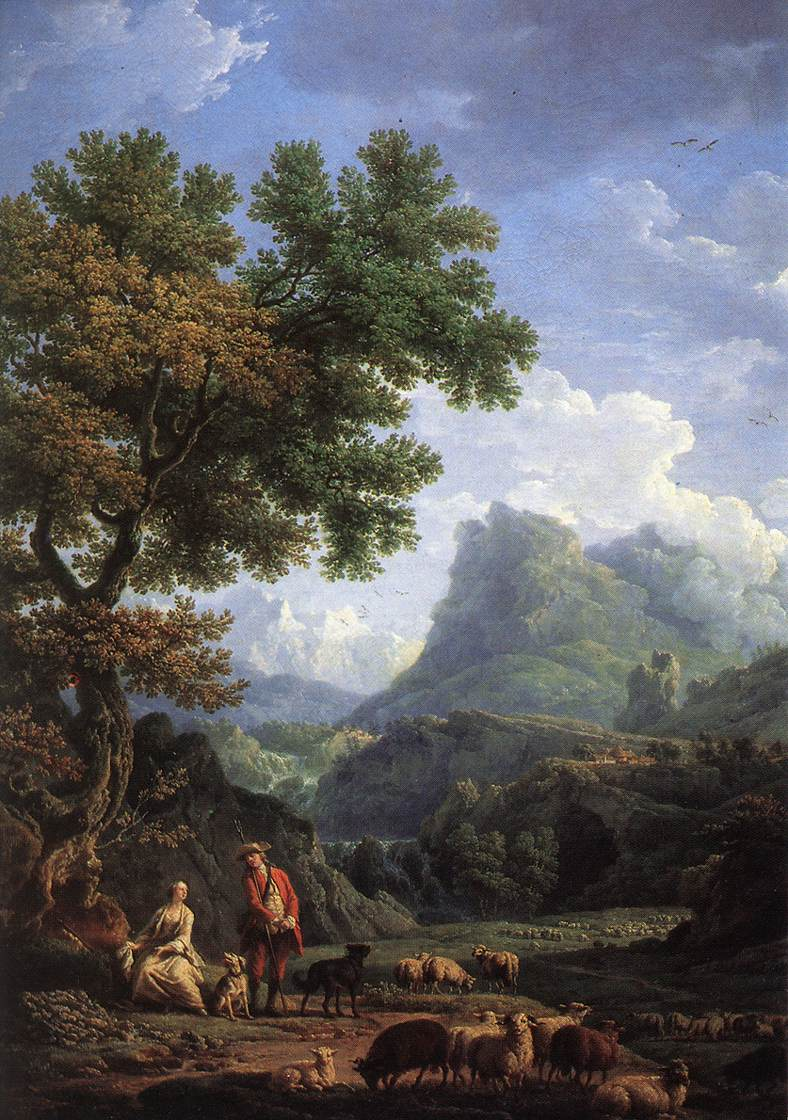
La bergère des Alpes de Vernet.

La poésie pastorale, ou poésie bucolique, est un genre poétique dont l’objet est de représenter la vie champêtre et les mœurs des bergers, soit d’après la nature, soit d’après des idées et des images de convention.
Ce genre consacré à la description et à la célébration de l’univers de la campagne par rapport à celui de la ville a connu son apogée essentiellement sous l’Antiquité et vers le XVIe siècle.

## Antiquité
Le terme « bucolique » tire son origine du grec ancien boukolos, le bouvier, personnage le plus souvent représenté par la poésie pastorale, ainsi que les paysans ou les bergers. On a fait remonter la poésie pastorale à des temps reculés, au livre de Ruth chez les Hébreux, au poème des Travaux et les Jours d’Hésiode chez les Grecs, mais, comme genre littéraire à part, elle ne peut être reportée au-delà de Théocrite. Il y eut sans doute longtemps avant lui des poètes qui chantèrent la campagne, mais leurs tableaux de la vie pastorale, ainsi que les chansons où figurent des bergers et des laboureurs, ne constituent pas un genre à part. Le berger Daphnis, dont le nom et les louanges reviennent si souvent chez les poètes de l’Antiquité, et auquel ils attribuent l’invention de la poésie pastorale, doit être mis au nombre des personnages mythiques, ou du moins aucun renseignement positif ne permet de lui donner place dans l’histoire littéraire.
Théocrite, comme poète pastoral, n’a jamais été égalé. Lui seul a représenté la vie des champs avec toute sa vérité et sa rudesse.[non neutre] Dans celles de ses idylles qui mettent en scène des bergers, des gardeurs de bœufs, de brebis, de chèvres, le dialogue où s’échangent soit des propos amis, soit des railleries mordantes, est d’une vérité, d’une réalité telle, qu’on lui a reproché de descendre jusqu’à la grossièreté et la bassesse lorsqu’on a pris pour bas et grossier ce qui est seulement naïf et rustique car il y a, en outre, dans les idylles de Théocrite, une partie lyrique amenée par une lutte de chant, où des vers alternés montrent les côtés plus élevés de la vie champêtre, en peignent les beautés et le charme, en racontent les légendes. Voilà, dans son développement primitif et complet, la poésie pastorale telle qu’on ne la retrouvera plus dans la foule des imitateurs vrais ou prétendus de Théocrite. Bion de Smyrne et Moschidae, successeurs immédiats de Théocrite et ses contemporains, n’ont déjà plus sa simplicité, sa vérité ; ils recherchent l’éclat, et même l’esprit ; par suite, ils préfèrent la description à la forme du dialogue.
Mais l’œuvre pastorale la plus célèbre de l’Antiquité est incontestablement Les Bucoliques, modèles si parfaits de style et quelquefois de sentiment de Virgile qui n’a pris, le plus souvent, de la poésie pastorale que le cadre pour y placer toutes sortes d’idées relatives à la politique, à la religion, à ses intérêts, à ses affections, etc., car on n’y voit pas de peinture de la vie des champs, et ses bergers n’ont ni le langage, ni les mœurs des bergers réels.
Chez Calpurnius Siculus, imitateur de Virgile, l’églogue devient déclamatoire et, malgré quelques traits de sentiment, quelques touches élégantes, la décadence se marque dans le style et dans la pensée. Les deux poèmes bucoliques anonymes des Carmina Einsidlensia, ont été attribués à Calpurnius ou à Lucain. Némésien, contemporain de Calpurnius, eut les mêmes qualités et les mêmes défauts. Parmi les Idylles d’Ausone, on ne peut citer, comme touchant au genre pastoral, que l’idylle des Roses.

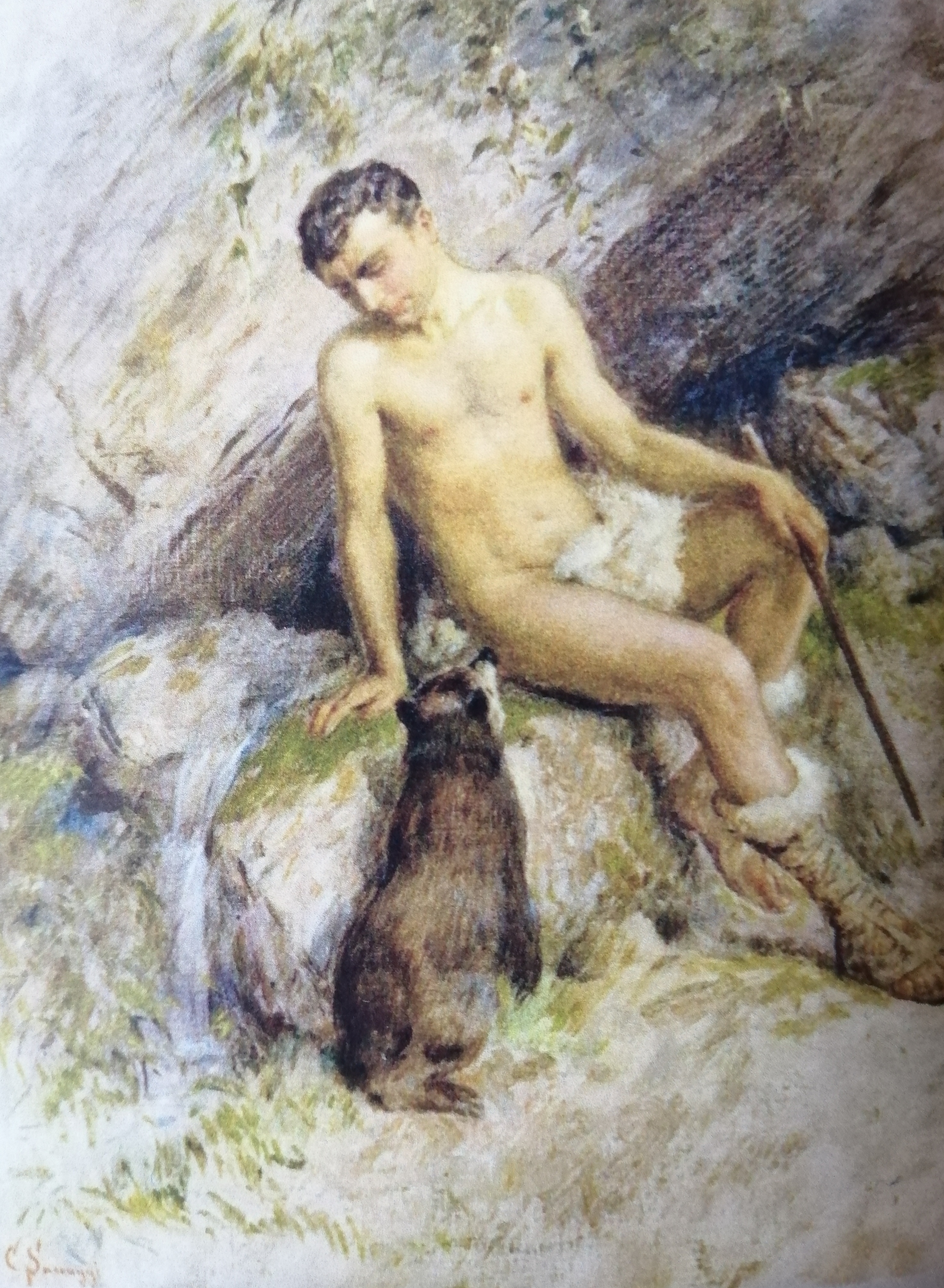
Berger d'Arcadie de Cesare Saccaggi.

## Italie
Au XVe et au XVIe siècle, la pastorale latine fut restaurée par plusieurs poètes italiens, entre lesquels Giovanni Pontano, Jacopo Sannazaro et Marco Girolamo Vida. Tous trois ont manié le vers latin avec une rare habileté, mais Sannazaro se distingue des deux autres, parce qu’il a représenté les mœurs et les travaux des populations qui habitent les rivages de la mer. Ils se caractérisent par la recherche de l’élégance et l’emploi excessif de la périphrase. « Jamais, dit Saint-Marc Girardin, l’horreur du mot propre et l’effort pour trouver le prétendu mot élégant n’ont été poussés plus loin. »

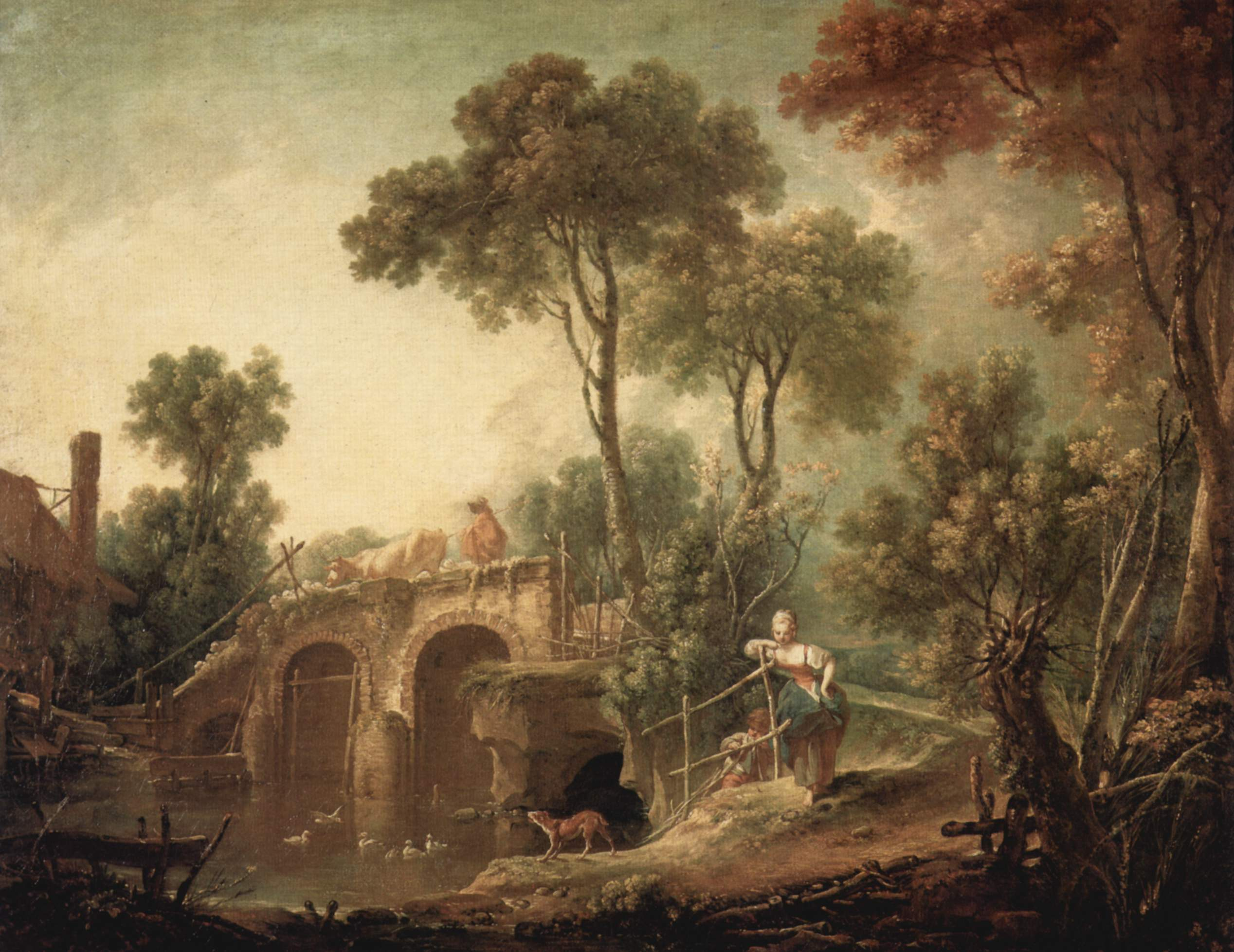
Le Pont de Boucher, 1751.

La poésie pastorale est cultivée par bien d’autres poètes italiens, et dans la langue nationale. C’est surtout dans la pastorale dramatique, et faite pour le théâtre, qu’ils réussirent. Leurs principales œuvres en ce genre furent l’Aminte du Tasse (1573) ; le Pastor fido de Guarini (1590) ; l’Alceo d’Antonio Ongaro (1591), dite « l’Aminte mouillée », Aminta bagnata, parce que les personnages étaient des pêcheurs et non des bergers ; la Filli di Sciro de Guidubaldo Bonarelli (1607) ; la Fidalma de son jeune frère Prospero (1642), etc. Au lieu de ces œuvres où les personnages parlaient non la langue de leur situation, mais le langage raffiné des courtisans tandis qu’au XVIIIe siècle, la littérature italienne produisit des poésies pastorales où les prêtres, les laboureurs, les pêcheurs parlaient leur propre langue, naïve et sans prétention, et qui se rapprochaient du genre de Théocrite, comme les pastorales écrites en sicilien de Giovanni Meli, particulièrement ses Ecloghe pescatorie.

## France
En France, au XVIe siècle, Ronsard et Desportes composèrent des églogues, mais aucun écrivain français n’a eu au même degré le don de la naïveté[non neutre], de la familiarité champêtre comme Vauquelin de La Fresnaye. Véritable poète pastoral de cette époque, il laisse de côté les titres d’églogues et de bucoliques, pour donner à ses poésies rustiques le titre d’Idillies, c’est-à-dire « imagettes et petites tablettes de fantaisies d’amour », représentant naïvement « la nature en chemise ». Leur travail sera imité ou prolongé par le cercle poétique des « Illustres Bergers » entre 1625 et 1635. 
Le XVIIe siècle s’ouvrit avec l’Astrée, célèbre roman paru de 1607 à 1627 et qui eut un si grand succès pendant près de cent ans. Les bergers y tiennent beaucoup de place ; mais ces bergers sont des gens du monde déguisés, tout pleins de beaux sentiments, des sophistes pointilleux dissertant sur tout, sans oublier la philosophie de Platon. De ces bergers de l’Astrée sortirent bien des personnages abstraits et de convention, n’ayant de la vie pastorale que le chien, la houlette et les moutons, et qui figurèrent pendant plus d’un siècle dans les églogues ou dans les pastorales dramatiques. À cette famille appartiennent les personnages que Racan fait parler dans ses Bergeries (1625), et ceux que les poètes dramatiques français, à l’imitation des Italiens, mirent en scène dans les nombreuses pastorales de la première partie du XVIIe siècle, telles que la Silvie et la Silvanire de Mairet (1621, 1625).
Les contemporains de ces œuvres admettaient sans peine de voir des courtisans transformés en porteurs de houlettes, et d’entendre ces gardeurs de moutons, gracieux jusqu’à la fadeur, tenir le langage de la société polie. Cette fiction admise, les Églogues de Segrais (1658) se distinguent par la douceur, la tendresse, la pureté, l’agrément ; Timarette et Amire sont, en leur genre, de petits chefs-d’œuvre. La fameuse idylle allégorique d’Antoinette Des Houlières sur ses enfants peut, pour le sentiment et le style, être mise au même rang. Dans les Églogues de Fontenelle (1688), le sentiment fit place à l’esprit, et le manque de naturel se montra sans scrupule. On ne s’en étonnera pas, en lisant, dans son Discours sur la nature de l’églogue, ses arrêts contre « la grossièreté » de Théocrite. « Les discours qu’il prête à ses personnages, ajoute-t-il, sentent trop la campagne ; ce sont là de vrais paysans, et non des bergers. » Avec cet auteur « si délicat, si galant et si fin », comme dit Perrault, le langage et les idées de la poésie pastorale tombent de la convention dans l’afféterie ne parlant qu’à l’intelligence. Moins intéressants, les poètes, du XVIIe siècle qui le suivent firent moins montre d’esprit que lui et ils remplacèrent, mais moins par raison et par goût que par stérilité, l’esprit par une sentimentalité subtile ou fade. Les peintres reproduisirent sur la toile ce thème poétique, pour produire des œuvres, ne parlant qu’aux yeux, aimables et gracieuses.

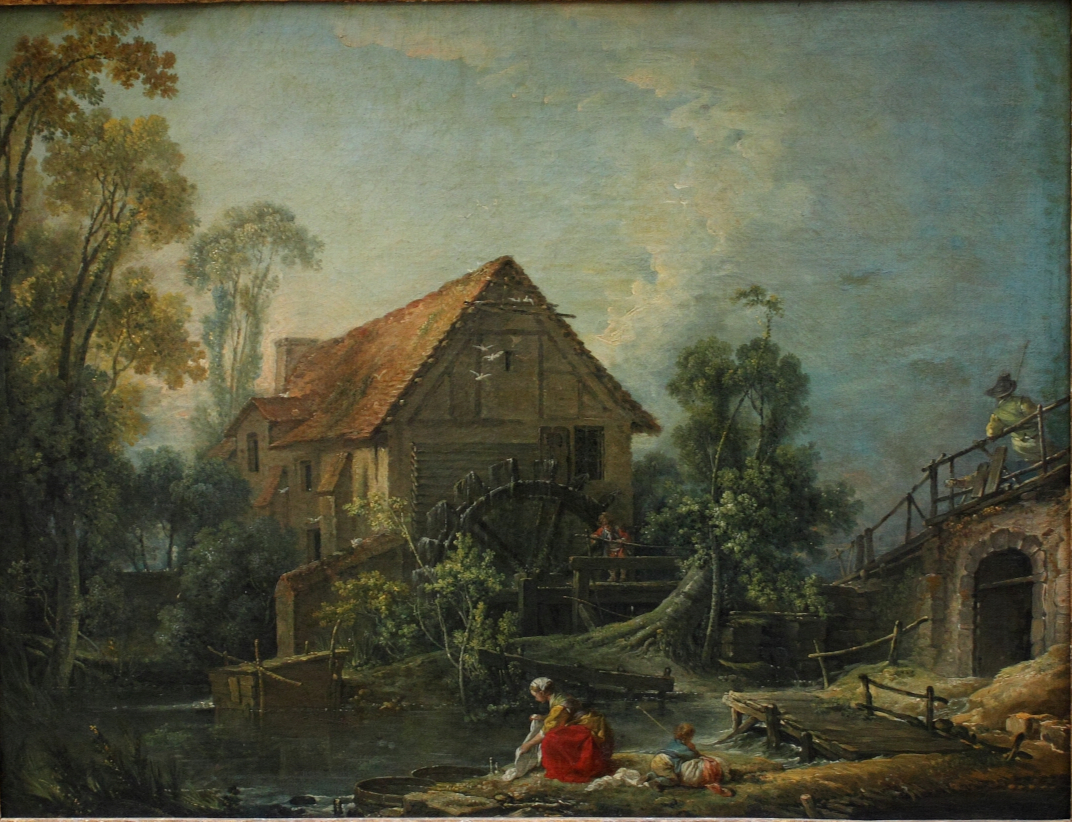
Le Moulin de Boucher, 1751.

Dans la seconde moitié du XVIIIe siècle, l’influence de Gessner, le « Théocrite de Zurich », se fit sentir sur la littérature française. Quelques poètes d’une nature tendre et rêveuse se prêtèrent facilement à une transformation où la critique voulut voir un retour à l’antique, tandis qu’il fallait y voir bien plutôt un pas en avant vers le romantisme. Enthousiaste de Gessner, Berquin lui emprunta surtout ce qu’il a d’un peu précieux et maniéré. Léonard, plus vraiment poète, lui prit la grâce et le sentiment ; le talent mélancolique dont il était doué inclina souvent son idylle à l’élégie.
Florian aussi fut, en une certaine mesure, le disciple de Gessner : « J’ai tâché d’habiller la Galatée comme vous habillez vos Chloés, lui écrivait-il ; je lui ai fait chanter les chansons que vous m’avez apprises, et j’ai orné son chapeau de fleurs volées à vos bergères. » Quelques années plus tard, un poète du premier ordre, André Chénier, allait reproduire l’idylle antique, avec un sentiment exquis, avec une forme de la plus rare pureté. Il devait mériter qu’on dit de lui : « C’est la naïve simplicité de Théocrite, jointe à la douce mélancolie de Virgile. » Lorsque quelques-unes de ses idylles furent mises au jour à la fin du XVIIIe siècle, ses œuvres tout empreintes de son génie poétique furent appréciées à leur juste valeur. Tout au long du XIXe siècle, de grands poètes s'y sont essayés (Vigny et Heredia notamment) mais plus avec un désir de pastiche que par vraie recherche artistique.
Cette poésie peut être considérée comme la dernière manifestation en France du genre pastoral, uniquement à condition d’en exclure les chefs-d’œuvre en prose, comme la Mare au diable ou la Petite Fadette, de George Sand, dont il s’est enrichi plus tard. N'oublions pas non plus cette curiosité du XXe siècle, Thrasylle, de Henry de Montherlant, qu'il n'osa pas publier de son vivant.

## Allemagne
L’enthousiasme soulevé par les idylles allemandes de Gessner (Idyllen, 1758, 1762) ne se borna pas au premier moment, puisque bien plus tard Andrieux les comparait aux Bucoliques de Virgile et les leurs préférait sous certains rapports. La littérature allemande compte encore, dans le genre pastoral, von Kleist, l’auteur du Printemps (der Frühling), dont Schiller a dit qu’il avait surtout un admirable talent pour peindre les paysages, et Voß, l’auteur des trois idylles réunies sous le titre de Louise, que distingue une simplicité digne d’Homère. Au genre pastoral appartient en outre par plusieurs côtés le poème Hermann et Dorothée, de Goethe. La littérature hollandaise compte, quant à elle, les idylles pleines d’esprit et de finesse de Tollens.

## Grande-Bretagne
La littérature anglaise offre peu d’œuvres pastorales. Au XVIe siècle, Spenser donna le Calendrier du berger (The Shepheardes Calender, 1579), poème où il chantait son amour pour la belle Rosalinde, et qui, plein de subtilités et d’archaïsmes, fut difficile à comprendre même pour les contemporains. Vers la même époque, Sidney écrivit, à l’imitation de Sannazare, le roman pastoral intitulé Arcadia. Au XVIIe siècle, Fletcher publia des églogues sur les pêcheurs (Piscatory Eclogues, 1633), et Milton composa la pastorale de Lycidas.

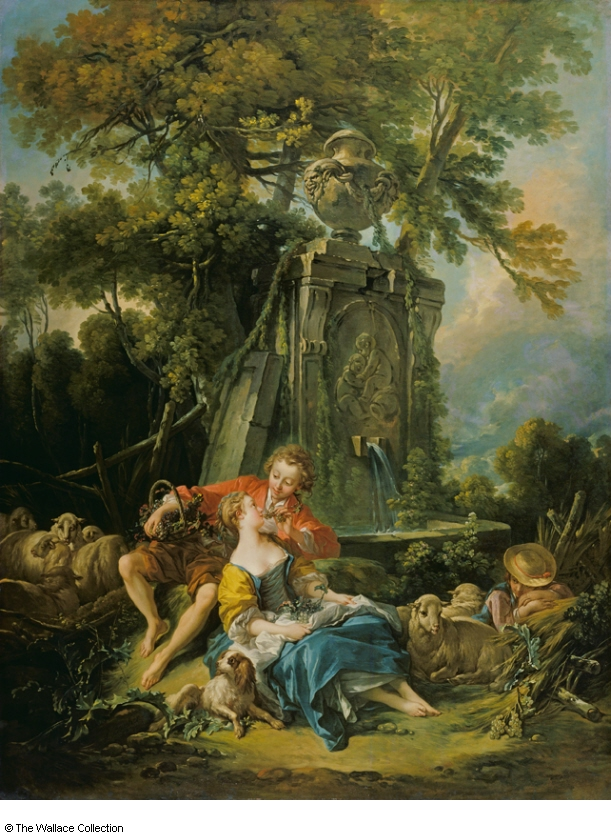
Un automne pastoral, de Boucher, 1749.

Au XVIIIe siècle, les critiques anglais placent quelquefois dans la poésie pastorale le poème du Cidre, de John Philips, Les Saisons (The Seasons, 1730), de Thomson et le Garçon du fermier (The Farmer’s Boy 1800), de Robert Bloomfield, mais ces trois remarquables poèmes entrent plus particulièrement dans le genre descriptif et didactique. En ce siècle, la littérature anglaise n’offre dans l’églogue, outre les poésies de Collins, que les Pastorales de Pope, le Printemps, l’Été, l’Automne, l’Hiver, qui, composées à l’âge de seize ou dix-sept ans, doivent être surtout regardées comme des exercices d’un admirable écolier. Son Églogue sacrée du Messie n’est que la quatrième églogue de Virgile ingénieusement adaptée à l’histoire évangélique et combinée avec des passages d’Isaïe.

## Portugal
L'écrivain portugais Bernardim Ribeiro (1482-1536) est considéré comme le fondateur du roman pastoral au Portugal. Son « roman sentimental » Menina e Moça ou Saudades, traduit en français sous le titre Mémoires d'une jeune fille triste, est connu pour être l'une des premières œuvres introduisant la notion de saudade. Il est considéré comme le premier roman du genre pastoral de la littérature lusophone et de la péninsule Ibérique. Il est édité pour la première à titre posthume en 1554, à Ferrare, en Italie.La poésie portugaise a, au XVIe siècle, plusieurs poètes qui se distinguèrent dans le genre pastoral : António Ferreira, dit « l’Horace portugais » ; Sá de Miranda, passionné comme Ferreira pour l’antiquité, et qui forma avec lui la langue poétique dont se servit Camões ; Pedro de Andrade Caminha, que son élégance a fait ranger parmi les classiques portugais ; Falcão de Resende, Alvarez de Oriente, Diego Bernardès, surnommé « le Prince de la poésie pastorale ». Au commencement du XVIIe siècle, on cite encore Lobo, dont la Corte na Aldeia (1619), pastorale mêlée de prose et de vers, est regardée comme un chef-d’œuvre.

## Espagne
On rattache deux romans de la littérature espagnole au genre pastoral : la Galatée (La Galatea, 1585) de Cervantes et la Diane amoureuse (los Siete Libros de la Diana, 1559) de Jorge de Montemayor. Mais la poésie pastorale proprement dite, dont Juan Boscán et Garcilaso de la Vega commençèrent à donner, au cours du premier tiers du XVIe siècle, quelques morceaux essentiels et canoniques dans leurs pièces imitées de la littérature italienne, ne fut décidément introduite dans la littérature espagnole qu’au XVIIe siècle, par Manuel de Villegas. Le poète qui a le mieux réussi, soit dans de véritables églogues, soit dans des romances pastorales, est Meléndez Valdés, dont l’Académie de Madrid couronna, vers 1780, l’idylle intitulée Batilo composée dans le sentiment de celles de Gessner.

## Source
- Gustave Vapereau, Dictionnaire universel des littératures, Paris, Hachette, 1876, p. 1551-2.